# Т-125 (трактор)
Т-125 — колісний трактор класу тяги 3 т, призначений для всіх видів сільськогосподарських робіт та використання з дорожніми і будівельними машинами, а також для транспортних робіт з причепами та напівпричепами вантажопідйомністю до 10 т.
Вироблявся на Харківському тракторному заводі з 1962 по 1967 рік.
На тракторі встановлений шестициліндровий двигун АМ-03 (виробництва Алтайського моторного заводу) з водяним охолодженням та запуском за допомогою пускового двигуна з електростартером. Муфта зчеплення фрикційна, суха, дводискова, постійно замкнутого типу. Передній міст, який також є ведучим, включається за допомогою роздавальної коробки паралельно із заднім мостом. Гальма колодкові, з пневматичним приводом. Пневматичну систему використовують також для полегшення управління муфтою зчеплення і гальмування причепів.
Рама трактора складається з двох частин, з'єднаних між собою вертикальними і горизонтальними шарнірами. Вертикальний шарнір служить для повороту трактора, а горизонтальний забезпечує пристосованість коліс до профілю дороги і розвантажує раму від скручування. Підвіска переднього моста ресорна. Трактор повертається за допомогою рульового механізму з гідропідсилювачем.
Трактор оснащений роздільно-агрегатною гідравлічної навісною системою, гідрофікованим гаком, причіпною скобою, ходозменшувачем і незалежним ВВП. Кабіна трактора суцільнометалева двомісна з обігрівом від вентилятора водяного охолодження двигуна. Також є пристосування для підігріву масла і води.